# Betplan
Betplan är en kommun i departementet Gers i regionen Occitanien i sydvästra Frankrike. Kommunen ligger i kantonen Miélan som tillhör arrondissementet Mirande. År 2022 hade Betplan 101 invånare.

## Befolkningsutveckling
Antalet invånare i kommunen Betplan
Referens:INSEE